# Dave Williams
Dave Williams / Dash is een personage uit de Amerikaanse televisieserie Desperate Housewives, gespeeld door Neal McDonough.

## Verhaallijn
We maken kennis met Dave Williams in de eerste aflevering van het vijfde seizoen. Nadat ze in het vierde seizoen Wisteria Lane heeft verlaten, keert Edie Britt na vijf jaar afwezigheid terug. Het is echter niet haar idee om terug naar daar te verhuizen, maar dat van haar nieuwe man Dave. Hij wil namelijk wraak nemen op iemand van de straat.
Dave laat zich voor het eerst opmerken wanneer Edie boos is op Karen McCluskey. Die heeft een opmerking gegeven over haar borsten en ze wil dan ook onmiddellijk Wisteria Lane verlaten. Dave, haar man, kan haar overtuigen te blijven en gaat met Karen praten. Hij vraagt Karen om aan haar excuses aan te bieden aan Edie, maar Karen weigert. Dave vraagt haar om erover na te denken: Karen is een oude vrouw met niet veel gezelschap, ze heeft enkel Toby (Ida Greenbergs kat) om haar gezelschap te houden en het zou toch zonde zijn dat ze alleen zou achterblijven. Enkele dagen later is Toby dan verdwenen. Dave biedt Karen zijn hulp aan bij de zoektocht naar de kat, en dat maakt Karen achterdochtig. Ze biedt haar excuses dan aan bij Edie, en vertelt erbij dat ze dit zeker aan Dave moet vertellen. En diezelfde avond vindt Karen Toby terug in haar woonkamer. Dit doet Karen besluiten om een speurtocht op te zetten naar het verleden van Dave.
Ze vraagt aan Katherine om haar te helpen. Katherine en Karen nodigen Edie uit voor een etentje, om zo meer te weten te komen over haar man Dave. Maar Karen is niet bepaald subtiel in haar ondervraging en Edie wil het al snel over iets anders hebben. Edie, Dave, Katherine en Karen worden dan uitgenodigd door Bree om te komen dineren. Katherine probeert op subtiele wijze van Dave te weten te komen waar hij gestudeerd heeft, maar die wimpelt de vraag snel af. Maar nu stelt ook Edie die vraag aan hem en moet hij wel bekennen dat hij niet gestudeerd heeft. Later die avond, wanneer Dave en Edie zich klaarmaken om te gaan slapen, zegt Dave dat hij zich vernederd voelde om dat heikel punt zo publiekelijk te bespreken. Edie onthult dan dat het eigenlijk niet haar bedoeling was, maar omdat Karen McCluskey er zo veel achter vroeg, begon ze zichzelf ook die vraag te stellen. Nu Dave weet dat Karen hierachter steekt, vergeeft hij Edie, maar met Karen is hij nog niet klaar.
Ondertussen begint hij samen met Tom Scavo een bandje. Ze doen audities voor hun band. Er komen enkele goede kandidaten opdagen, maar Dave wil niemand aannemen. Hij wil dat Mike een nieuw bandlid wordt en maakt zijn keuze heel duidelijk kenbaar aan Tom en vraagt aan hem om Mike te bellen. Het gaat allemaal niet snel genoeg en dus vraagt Dave aan Mike of hij wil langskomen voor een kapotte waterleiding (die hij zelf stuk heeft gemaakt). Tijdens de herstelling vraagt Dave of hij wil meedoen aan de band, maar Mike is niet geïnteresseerd: hij woont aan de andere kant van de stad en wil zijn vrije tijd liever in zijn zoon steken. Edie wil ondertussen het oude huis van Mary-Alice kopen. Dave wil in het begin niet (en maakt dat Edie hardhandig duidelijk), maar bedenkt zich wanneer Mike zijn voorstel afwijst. Hij koopt het huis nu toch en verhuurt het voor een appel en een ei aan Mike.
Dave ziet Karen door zijn post snuisteren, en besluit dat hij Karen eens en voor altijd moet uitschakelen om zijn plan uit te voeren. Hij hoort van Edie dat Karen volgende week 70 jaar wordt en vraagt dan aan Edie (nadat die afhaakt) om aan Susan te vragen een verrassingsfeestje te organiseren. Op de avond van haar verjaardag vraagt hij aan Edie om ze uit te nodigen voor een drankje, om haar zo naar haar verrassingsfeest te lokken. Hij gedraagt zich poeslief, wat Karen nog meer achterdocht doet krijgen. Wanneer Karen en Edie dan vertrokken zijn, breekt Dave in bij Karen en verplaatst er enkele meubelstukken. Karen gaat voor het feest nog even Toby eten geven en ziet Daves werk. Ze neemt de baseball-bat die in de zetel ligt (die Dave daar had gelegd) en loopt naar Susans huis. Daar valt ze Dave aan en de buren moeten haar in bedwang houden. Karen vertelt dan haar verhaal, maar niemand van de buren gelooft haar. Een ambulance voert Karen af naar het ziekenhuis, maar net voor die vertrekt wil Dave nog even met Karen spreken: hij biecht aan haar op dat ze weg moest omdat zij zijn plannen kan dwarsbomen. Maar nu Karen weg is, zal het niet lang meer duren vooraleer hij zijn plannen kan uitvoeren.
Dave heeft een naam gevonden voor zijn band: "Blue Odessey". Dat was namelijk de naam van de band van zijn broer. Edie wist helemaal niet dat Dave een broer had en vraagt om wat meer te vertellen over hem: zijn naam was Steve en hij zat in de gevangenis voor drugshandel, tot hij er vermoord werd door een medegevangene. En nu Karen in het ziekenhuis ligt, kan Dave zijn plannen beginnen uit te voeren. Zo vraagt hij aan Mike om later die week nog eens af te spreken voor wat meer te repeteren. Dave dringt nogal aan en dat doet bij Mike toch wat vragen rijzen: waarom is Dave zo geobsedeerd door de band? Karen ligt ondertussen in het ziekenhuis en belt haar zus Roberta op. Ze stelt voor om bij haar in te trekken nadat ze het ziekenhuis verlaten heeft en samen uit te zoeken wat Dave allemaal op zijn kerfstok heeft. Ze ontdekken dat Dave elke maand naar een psychiater belt. Ze zoeken wat meer informatie over de dokter via het internet. De man blijkt gespecialiseerd te zijn in patiënten met een crimineel verleden. Ze bellen de man dan op en proberen via een list meer te weten te komen. Maar de man kent geen Dave Williams en is verbaasd als hij hoort dat de man over wie Karen en Roberta het hebben op Wisteria Lane woont. De dokter pakt zijn koffers en boekt meteen een vlucht naar daar.
Nadat hij geland is, belt hij naar Dave. Hij vraagt hem of hij op Wisteria Lane woont, maar Dave wil daar nu niet op antwoorden en belooft de dag erna terug te bellen. De dokter gaat zelf op onderzoek uit en loopt Edie tegen het lijf in de wijk. Zij geeft hem een flyer van het optreden die avond, en de dokter ziet Dave op de foto staan. Hij gaat naar de club en belt Dave weer op. Maar Dave neemt niet op, waarop de dokter Dave confronteert met zijn leugen. Dave wil er best over praten met de dokter, maar vraagt om te wachten tot na het optreden van zijn band. De dokter stemt in, tot hij de namen van de bandleden op een affiche ziet staan. Hij gaat naar Dave en eist dat hij onmiddellijk met 'een bepaald bandlid' mag spreken, want hij moet hem waarschuwen. Zo niet, belt Dr. Heller naar de politie. Dave stemt toe en zegt dat hij de man mag spreken, maar Dave leidt de dokter naar een achterkamertje, alwaar hij de man vermoord. Om de moord te verdoezelen, steekt Dave de kamer in brand. Jackson is net op weg naar het toilet wanneer hij Dave uit de achterkamer ziet komen. Om zeker te zijn dat zijn geheim bewaard blijft, sluit Dave Jackson op. In de club is de band net begonnen met optreden wanneer de brand overslaat op de zaal en er paniek uitbreekt. Iedereen vlucht naar buiten, maar in die paniek vallen er slachtoffers: Virginia valt tegen een muur- Gabrielle helpt haar naar buiten. Jackson zit opgesloten in het toilet- Susan probeert hem te redden. Mike stuurt haar echter naar buiten en gaat zelf proberen Jackson te bevrijden. Die heeft zichzelf ondertussen kunnen bevrijden via een raam. Mike wordt bevangen door de rook en valt flauw. Als Dave dan hoort dat Mike nog binnen is, stapt hij het gebouw binnen en redt hij Mike. Dat deed Dave niet zomaar: eenmaal Mike op een brancard ligt, fluistert hij hem toe dat hij nog wat moet blijven leven, want hij is nog niet klaar met hem.
Dave krijgt van iedereen felicitaties omdat hij Mike heeft gered, en wordt door de hele buurt geëerd als een 'held'. Maar zo voelt hij zich helemaal niet; hij heeft immers de brand aangestoken en voelt zich steeds slechter als hij hoort dat de brand al 7 levens heeft geëist. Maar wanneer Edie hem dan het gerucht verteld dat Porter de brand zou hebben aangestoken, gaat hij naar de politie en dikt dat verhaal nog wat aan door te vertellen dat hij Porter gezien heeft in de achterkamer op de avond van de brand.
Nu dokter Heller dood is, krijgt Dave ook geen medicatie meer en daardoor krijgt hij waanideeën: hij ziet zijn ex-vrouw Lila Dash en zijn dochtertje Paige rondlopen op Wisteria Lane. Wanneer Lynette met een excuus het gestolen wapen van Porter komt terugbrengen, ziet zij Dave tegen zichzelf praten en hoort zij hem zeggen dat hij 'hen' morgen zal bezoeken. De dag erna bezoekt Dave dan het graf van zijn vrouw en dochter. Hij belooft snel bij hen te zijn, maar eerst moet hij wraak nemen op Mike Delfino, de man die volgens hem verantwoordelijk is voor het ongeluk. Hij wil hetzelfde terugdoen: alles wat hij verloren heeft, moet Mike ook verliezen. Maar ook Edie merkt dat Dave begint door te draaien: hij houdt Edie op een afstand en reageert nogal kortaf en agressief. Roberta en Karen McCluskey zijn ondertussen op zoek gegaan naar dokter Heller. Ze bezoeken zijn kantoor, maar zijn secretaresse wil niet lossen wanneer hij terugkomt. Ze besluiten dan te wachten tot hij opdaagt, maar ze werken hiermee zijn secretaresse op de zenuwen. Na enkele uren bekent zij dan dat ze de dokter al vijf dagen niet meer gezien heeft, en dat ze niet weet waar hij is. Roberta heeft er genoeg van en stapt het af- Karen holt haar achterna. Net op dat moment belt Dave Dash (wat zijn echte naam is, Williams is een pseudoniem) naar de praktijk om een nieuw voorschrift te krijgen. Het voorschrift zal hem opgestuurd worden. Die avond wordt Edie dan alleen wakker in bed, en ze vindt Dave beneden aan de keukentafel: hij zit tegen zichzelf wat te prevelen. Edie eist een uitleg: tegen wie was hij aan het babbelen? Dave bekent dan dat hij, voor hij met Edie getrouwd is, al eens getrouwd was en zijn vrouw overleden is. Edie wist dit niet en is zo gechoqueerd dat ze hem buiten gooit.
Dave trekt, nadat hij er door Edie uit is gegooid, in bij Mike: die biedt hem een slaapplek aan - Dave heeft immers zijn leven gered. Katherine komt vertellen dat Dylan haar heeft gevraagd om naar Maryland te verhuizen en ze wil weten wat Mike daarvan denkt. Dave hoort het gesprek en probeert er hierover met Mike te spreken op de barbecue van Bree. Mike vertelt hem dat hij haar niet wil verliezen en dat hij echt van haar is beginnen houden. Dave ziet zijn kans en vraagt of Mike daar wel zeker van is: is het echt Katherine die hij verkiest, of is hij nog altijd verliefd op Susan? Mike vertelt hem dat die liefde over is en zet dan een grote bos rozen voor Katherines deur, met een kaartje waarop hij vraagt om niet weg te gaan. Wanneer zij dan Mike komt bedanken voor de bloemen, kijkt Dave van achter het raam geamuseerd toe.
Zijn volgende stap komt wanneer Edie eropuit wil trekken, en vraagt aan Dave of ze naar een luxueus hotel kunnen gaan en zich er eens goed kunnen laten verwennen. Dave heeft daar geen zin in, maar wanneer Dr. Hellers telefoon begint te trillen (die ligt verborgen in Edies inbouwkast) en Edie dit hoort, leidt hij haar aandacht af door te zeggen dat ze het weekendje toch mag boeken. Ondertussen gaat Dave ook naar Mike, en vraagt of hij geen zin heeft om te gaan kamperen dit weekend. Die zegt snel ja, en hij zal er ook voor zorgen dat Katherine meegaat. Dave keert tevreden terug naar Edie, en zegt tegen haar dat Mike hem heeft herinnerd dat ze dat weekend gingen kamperen. Edie wil niet mee (wat voor Dave helemaal geen probleem is) en Dave vraagt ook om er niets over tegen Katherine te zeggen. Zo kan Dave zijn plan uitvoeren en enkel met Katherine en Mike op weekend vertrekken.
Maar dan komen Edie en Dave een oude bekende van Dave tegen in de supermarkt: de priester van zijn oude parochie. De man spreekt Dave aan en vraagt hoe het nu met hem gaat. Dave stuurt Edie even weg en vertelt hem dat hij nu een nieuw leven heeft en met rust wil gelaten worden. Edie ziet dit allemaal gebeuren en besluit een paar dagen later de priester op te zoeken. Ze vraagt aan hem wat hij weet over Daves verleden, maar de man wil geen moeilijkheden en wenst liever niets te zeggen. Bij het afscheid noemt hij haar dan 'Mevrouw Dash'. Met die naam gaat Edie nu via het internet op zoek naar meer informatie over het verleden van haar man.
Katherine wil niet meer mee op weekend. Daardoor worden Daves plannen in de war gestuurd. Hij gaat met haar praten en vertelt haar dat hij dit weekend georganiseerd heeft speciaal voor haar: Mike is zijn beste vriend en hij wil ook de vriendin van zijn beste vriend leren kennen. Dat kan Katherine overtuigen om mee te gaan. Ondertussen graaft Edie verder in het verleden van Dave: ze ontdekt op een lokale krant dat hij ook een dochtertje had en dat ze samen met haar moeder om het leven is gekomen.
Katherine, Mike en Dave zijn op weekend vertrokken. Dave heeft een plannetje bedacht: hij belt eerst naar de lokale jachtopzichters met de melding dat er illegale jagers in het bos zitten. Dan zal hij veinzen ziek te zijn zodat Mike en Katherine de volgende ochtend alleen gaan wandelen in het bos. Eenmaal zij weg zijn, zal hij zijn geweer nemen en Katherine neerschieten in het bos. Alles loopt zoals gepland, maar ondertussen is Edie ook te weten gekomen wat Dave zijn ware plannen zijn. Ze stuurt hem een SMS'je net op het moment dat hij Katherine wil neerschieten. Zijn schot mist en ze besluiten terug naar huis te keren. Daar wacht Edie Dave op en ze eist een verklaring. Hij legt haar uit dat Mike zijn leven verwoest heeft en daar nu wraak voor wil nemen. Edie wil dan naar Mike bellen om hem in te lichten, maar Dave probeert haar te wurgen. Hij stopt net op tijd hiermee, en Edie vlucht het huis uit. Ze stapt in haar auto en rijdt weg, maar moet uitwijken voor Orson (die net weer op rooftocht is geweest) en knalt met haar auto tegen een elektriciteitspaal. Ze stapt uit de auto, maar de kabels van de paal zijn losgekomen en elektrocuteren Edie op het moment dat zij haar wagen uitstapt.
Mike vraagt dan aan Susan om bij Dave langs te gaan. Zij brengt hem wat broodjes en probeert hem wat op te beuren. Voor hem heeft het leven echter geen zin meer, omdat alles wat voor hem belangrijk is/was nu weg is. Susan vindt dan een geweer in zijn reiskoffer en denkt dat Dave zelfmoord wil plegen. Ze neemt alle gevaarlijke voorwerpen uit zijn huis mee, maar wordt dan aangehouden door de politie voor wapenbezit. Ze brengt dan zijn broeksriemen terug en excuseert zich bij Dave voor haar gedrag. Ze vertelt hem ook over het ongeval (waarbij Daves eerste vrouw en kind zijn omgekomen) en verklapt hem dat niet Mike maar zij de wagen bestuurde: ze was haar rijbewijs vergeten en Mike heeft de schuld op hem genomen. Dat doet Dave beseffen dat hij al maanden achter de verkeerde persoon aanzit en hij besluit een nieuw plan te bedenken.
Nu hij weet dat Susan verantwoordelijk is voor de dood van zijn vrouw en dochter, nodigt hij hen uit voor een weekendje op een boot- als bedankje voor alle hulp sinds Edie dood is. Ondertussen is de politie ook meer te weten gekomen over de brand in de club. Dokter Heller is geïdentificeerd en de politie wil weten of Dave meer weet hierover: Jackson heeft hem namelijk gezien in het achterkamertje toen hij naar toilet ging. Wanneer de politie vertrokken is, loopt Dave snel naar Susan om hun weekendje te bevestigen en het vertrekuur af te spreken. Maar Susan wil ondertussen niet meer mee: ze gaat trouwen met Jackson. Dave is gechoqueerd omdat Jackson terug is, en vraagt Jackson op het feestje (nonchalant) uit over wat hij nog weet over de brand. Die vertelt dat hij over een paar dagen naar de politie moet gaan om een verklaring af te leggen. Nu Susan gaat trouwen met Jackson, moet Mike ook geen alimentatie meer betalen aan Susan, en verliest ze dus een belangrijke bron van inkomen. Susan wil nu niet meer trouwen, maar Jackson kan haar overtuigen om met Mike te gaan praten en de waarheid te vertellen. Maar Mike is niet thuis, Katherine wel. Susan legt haar de situatie uit en Katherine belooft om er met Mike over te spreken. Zij is net met Dave aan het bellen en laat de lijn (per ongeluk) open en hij hoort de hele conversatie. Maar Katherine zegt niets over Susans situatie tegen Mike en stuurt heimelijk een sms naar Susan met de boodschap dat het voor hem in orde is. Op hun trouwdag wordt Jackson (dankzij Dave) echter gearresteerd omdat hij illegaal in het land verblijft.
Dave wil nog altijd gaan vissen, maar Susan wil niet mee nu Jackson in de gevangenis zit. Hij krijgt ook bezoek van de politie in verband met de brand in de club. Die zijn erachter gekomen dat de man in de achterkamer Dr. Samuel Heller is en willen weten of Dave hem kent. Hij krijgt na hun bezoek weer hallucinaties: Dr. Heller vertelt hem dat hij niet zomaar met zijn daden zal wegkomen, zijn ex-vrouw wil dat hij snel bij haar is en Edie raadt hem aan om MJ nu meteen te vermoorden. Hij neemt daarop zijn geweer en stapt op MJ af (die in de straat aan het spelen is). Maar dan komt Susan buiten en vertelt hem dat ze toch mee wil gaan vissen en besluit hij zijn oorspronkelijke plan terug op te pakken. Hij geeft Mike ook een videocassette waarop hij al zijn misdaden bekend (maar zegt tegen Mike dat er een optreden van de band opstaat).
Susan en MJ vertrekken samen met Dave op weekend. Wanneer ze afscheid nemen van Mike, krijgt die een vreemd gevoel als hij Daves gezicht ziet. Hij en Katherine vertrekken ondertussen naar de luchthaven. Katherine neemt nog snel de videocamera mee en pakt ook de videocassette die Dave aan Mike heeft gegeven. Op de luchthaven gaat Katherine nog even naar het toilet, maar bij het nemen van haar make-up uit haar handtas, zet ze per ongeluk de videocamera aan en begint de cassette te spelen. Mike ziet wat er op de cassette staat en vlucht de luchthaven uit om Susan en MJ te redden. Hij belt naar Susan en vertelt haar wie Dave eigenlijk is. Ze moet nu proberen te vluchten, maar dat is niet zo gemakkelijk, want Dave zit aan het stuur. Zij gebaart ondertussen dat er niets aan de hand is en geeft MJ een drankje, zodat hij snel moet plassen. Wanneer MJ dan zegt dat hij dringend naar het toilet moet, stoppen ze langs de kant van de weg. Susan slaat Dave met een steen half bewusteloos en vlucht met MJ het bos in. Ze verstuikt echter haar enkel tijdens de vlucht en zegt dat MJ zich moet verstoppen voor Dave. Dave is ondertussen terug bij bewustzijn en gaat hen achterna. Hij vindt Susan al snel terug en gaat op zoek naar MJ. Hij vindt hem terug op een kerkhof dat iets verder ligt. Mike belt terug naar Susan, maar Dave neemt op. Mike stelt hem dan een deal voor: zijn leven voor dat van Susan en MJ. Dave vindt dat een goed idee en spreekt met hem af op dezelfde plaats waar het ongeluk met zijn vrouw en dochter plaatsvond. Hij bindt Susan vast aan een boom en vertelt haar zijn ware plannen: hij zal met de auto inrijden op Mike wanneer hij komt aangereden, met MJ op de achterbank. Hij maakt zich klaar op de komst van Mike en kijkt even door de achterspiegel naar MJ. Door zijn hallucinaties ziet hij echter niet MJ zitten, maar zijn dochter Paige.
Iets later hoort Dave de wagen van Mike aankomen. Hij zet de motor aan en rijdt met volle vaart op Mike af. Susan heeft zich ondertussen kunnen losmaken en probeert Mike tegen te houden, maar het is te laat: met een enorme knal botst Dave op de wagen van Mike. Susan is verbijsterd en denkt dat MJ in de wagen zit, maar Dave heeft net daarvoor MJ uit de wagen gezet. Mike komt ook ongedeerd uit de crash en Susan valt huilend in zijn armen. Ze zijn zo blij dat alles goed is afgelopen en geven elkaar een passionele kus. Dave overleeft de crash ook en wordt opgesloten in een psychiatrische instelling.